# Nahverkehr in Offenbach am Main
Der Nahverkehr in Offenbach am Main wird von der gleichnamigen städtischen Gesellschaft (NiO) sowie dem RMV koordiniert und von verschiedenen Verkehrsunternehmen ausgeführt. Verkehrsmittel im Stadtgebiet Offenbach sind Stadt- und Regionalbusse sowie die S-Bahn.
Der Straßenbahnverkehr innerhalb Offenbachs, mit einer der ältesten elektrischen Straßenbahnen in Deutschland, wurde 1996 trotz Beschwerden und Protesten der Bürger eingestellt, lediglich die Haltestelle an der Stadtgrenze ist verblieben. Des Weiteren wird der Offenbacher Hauptbahnhof von einigen Regionalbahnen angefahren.

## Tarife
Der Nahverkehr innerhalb Offenbachs ist in den Rhein-Main-Verkehrsverbund (kurz: RMV) integriert, auf allen Schienen- und Buslinien gelten dessen Tarife und Fahrscheine.
Das A1-Tarifgebiet 3601 umfasst das gesamte Stadtgebiet, des Weiteren liegt Offenbach im A-Tarifgebiet 3600, welches den östlichen Teil des Landkreises Offenbach abdeckt. Anstatt der normalerweise für ein A1-Tarifgebiet geltende Preisstufe 1, gilt in Offenbach die Stadtpreisstufe 2, welche verbundweit nur für Fahrten innerhalb Offenbachs Anwendung findet. Trotz des Sonderstatus zählt das Tarifgebiet 3601 bei Fahrten in andere Tarifgebiete, wie ein normales A1-Tarifgebiet. Somit kostet eine einfache Fahrt für Erwachsene in das benachbarte Mühlheim (Tarifgebiet 3630) mit 3,60 € nur 20 Cent mehr als die Einzelfahrt innerhalb Offenbachs, welche 3,40 € kostet.
Die Fahrt nach Frankfurt, welche vom Offenbacher Stadtzentrum aus ungefähr gleich weit geht wie nach Mühlheim, kostet 6,60 € (Preisstufe 4) bzw. 5,50 € mit der 2019 neu eingeführten Zwischenpreisstufe 30. Im Gegensatz zur Preisstufe 4, mit der das gesamte Frankfurter Stadtgebiet, inklusive Flughafen, sowie die gesamte Stadt und der gesamte Landkreis Offenbach freigegeben ist, gilt die Zwischenpreisstufe nur für das Stadtgebiet Offenbach und Teile von Frankfurt (Innenstadt, Sachsenhausen, Oberrad, Fechenheim, Bergen-Enkheim und das Tarifgebiet 5059 zwischen Unfallklinik und Bad Vilbel). Dieser Sprung ist auf den tariflichen Sonderstatus der Stadt Frankfurt zurückzuführen, die aufgrund des dichten Verkehrsnetz, insbesondere mit Straßenbahn, S-Bahn und U-Bahn, einen höheren Fahrpreis erforderlich macht. Innerhalb Frankfurts gilt deshalb die Stadtpreisstufe 3. Fahrten von und nach Frankfurt sind immer mindestens Preisstufe 4, beziehungsweise 30.
Für Fahrten von Offenbach nur in den Frankfurter Stadtteil Oberrad, gilt seit der Einführung der Zwischenpreisstufen, die wiederum etwas günstigere Preisstufe 3 (Einzelfahrt Erwachsene: 4,30 €). Nicht zu verwechseln mit der innerhalb Frankfurts gültigen Stadtpreisstufe 3 (Einzelfahrt Erwachsene: 3,80 €) (Preise Stand 1. Januar 2025)
Die Preise für Einzelfahrscheine für Erwachsene wurden jährlich jeweils um wenige Prozent erhöht. Seit 2014 sah die Entwicklung wie folgt aus:
- 2014: 2,25 €
- 2019: 2,60 €
- 2025: 3,40 €[2]

## S-Bahn Rhein-Main

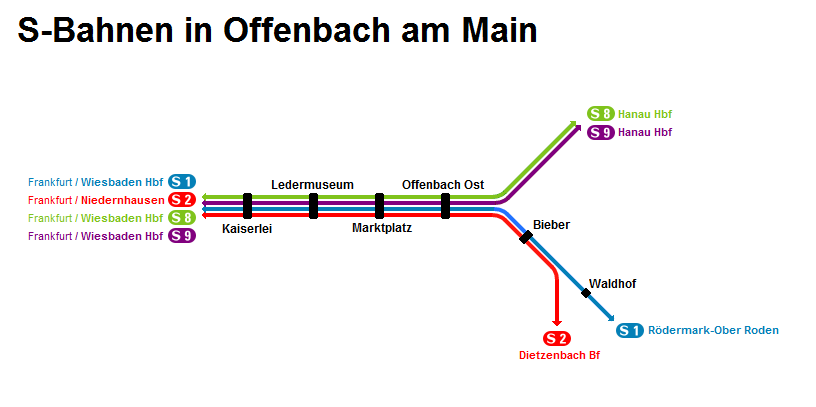
Liniennetz der S-Bahn im Bereich Offenbach am Main

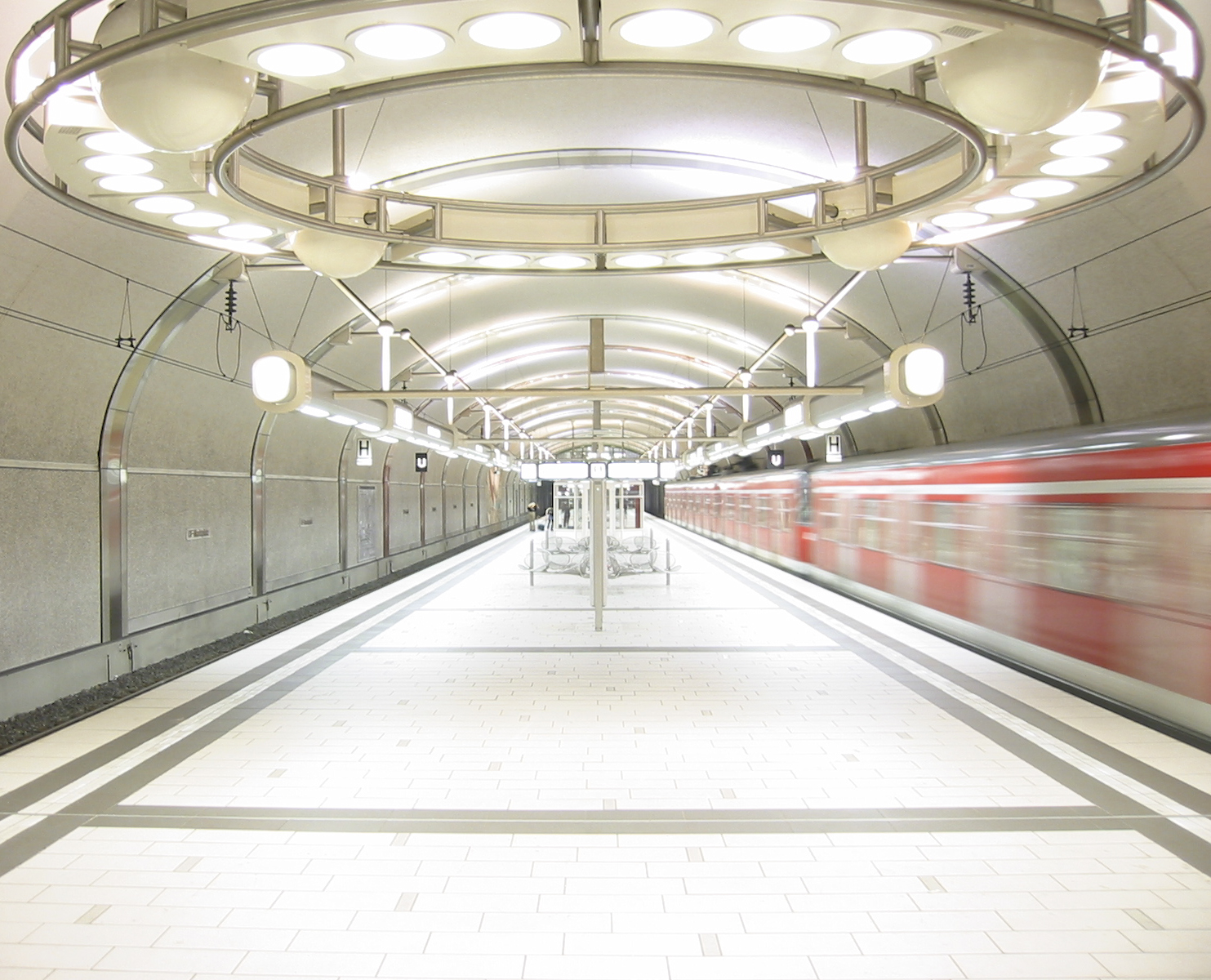
S-Bahnhof Marktplatz

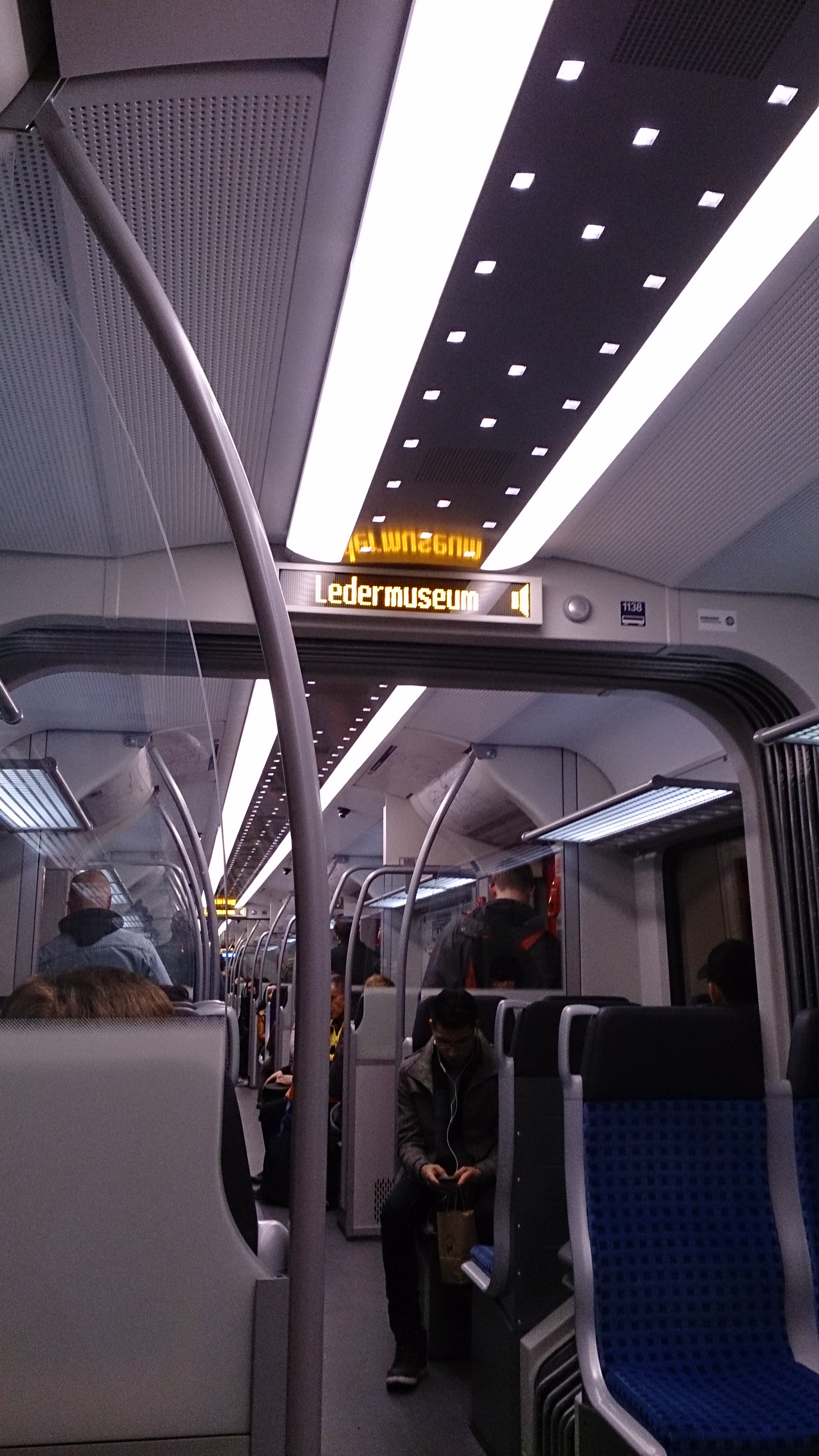
Innenansicht eines Triebwagen vom Typ ET 430 in Anfahrt auf die Station Ledermuseum

Die Stadt wird von folgenden Linien der S-Bahn Rhein-Main angefahren:
 Wiesbaden Hbf ↔ Rödermark-Ober Roden
Wiesbaden Hbf – Wiesbaden Ost – Mainz-Kastel – Hochheim (Main) – Flörsheim (Main) – Eddersheim – Hattersheim (Main) – Frankfurt-Sindlingen – Frankfurt-Höchst Farbwerke – Frankfurt-Höchst – Frankfurt-Nied – Frankfurt-Griesheim – Frankfurt (Main) Hbf tief – City-Tunnel Frankfurt – Frankfurt (Main) Mühlberg – City-Tunnel Offenbach – Offenbach (Main) Ost – Offenbach-Bieber – Offenbach-Waldhof – Obertshausen – Rodgau-Weiskirchen – Rodgau-Hainhausen – Rodgau-Jügesheim – Rodgau-Dudenhofen – Rodgau-Nieder Roden – Rodgau-Rollwald – Rödermark-Ober Roden

 Niedernhausen ↔ Dietzenbach Bhf
Niedernhausen – Niederjosbach – Bremthal – Eppstein – Lorsbach – Hofheim (Taunus) – Kriftel – Frankfurt-Zeilsheim – Frankfurt-Höchst Farbwerke – Frankfurt-Höchst – Frankfurt-Nied – Frankfurt-Griesheim – Frankfurt (Main) Hbf (tief) – City-Tunnel Frankfurt – Frankfurt (Main) Mühlberg – City-Tunnel Offenbach – Offenbach (Main) Ost – Offenbach-Bieber – Heusenstamm – Dietzenbach-Steinberg – Dietzenbach Mitte – Dietzenbach Bhf

 Wiesbaden Hbf ↔ Offenbach (Main) Ost (↔ Hanau Hbf) (über Mainz)
Wiesbaden Hbf – Wiesbaden Ost – Mainz Nord – Mainz Hbf – Mainz Römisches Theater – Mainz-Gustavsburg – Mainz-Bischofsheim – Rüsselsheim Opelwerk – Rüsselsheim – Raunheim – Kelsterbach – Frankfurt-Flughafen – Frankfurt am Main Stadion – Frankfurt-Niederrad – Frankfurt (Main) Hbf (tief) – City-Tunnel Frankfurt – Frankfurt (Main) Mühlberg – City-Tunnel Offenbach – Offenbach (Main) Ost (– Mühlheim (Main) – Mühlheim (Main) Dietesheim – Steinheim (Main) – Hanau Hbf)

 Wiesbaden Hbf ↔ Hanau Hbf (über Mainz-Kastel)
Wiesbaden Hbf – Wiesbaden Ost – Mainz-Kastel – Mainz-Bischofsheim – Rüsselsheim Opelwerk – Rüsselsheim – Raunheim – Kelsterbach – Frankfurt-Flughafen – Frankfurt am Main Stadion – Frankfurt-Niederrad – Frankfurt (Main) Hbf (tief) – City-Tunnel Frankfurt – Frankfurt (Main) Mühlberg – City-Tunnel Offenbach – Offenbach (Main) Ost – Mühlheim (Main) – Mühlheim (Main) Dietesheim – Steinheim (Main) – Hanau Hbf
Die Stationen sind:
- Unterirdisch:

Kaiserlei
Ledermuseum
Marktplatz
- Oberirdisch:

Offenbach Ost
Bieber
Waldhof
Die S-Bahn ist ein wichtiger Bestandteil des Nahverkehrs in Offenbach. So verbindet sie Offenbach im dichten Takt (alle 5–10 Minuten in der Hauptverkehrszeit) mit der Nachbarstadt Frankfurt, so wie anderen Städten der Region. Mit den zahlreichen Stationen, die sich über das gesamte Stadtgebiet von Offenbach verteilen, bildet die S-Bahn jedoch auch ein attraktives Verkehrsmittel innerhalb Offenbachs. So dauert eine Fahrt vom Stadtteil Bieber in die Innenstadt (Station Marktplatz) nur etwa 5 Minuten.

## Umsteigepunkte

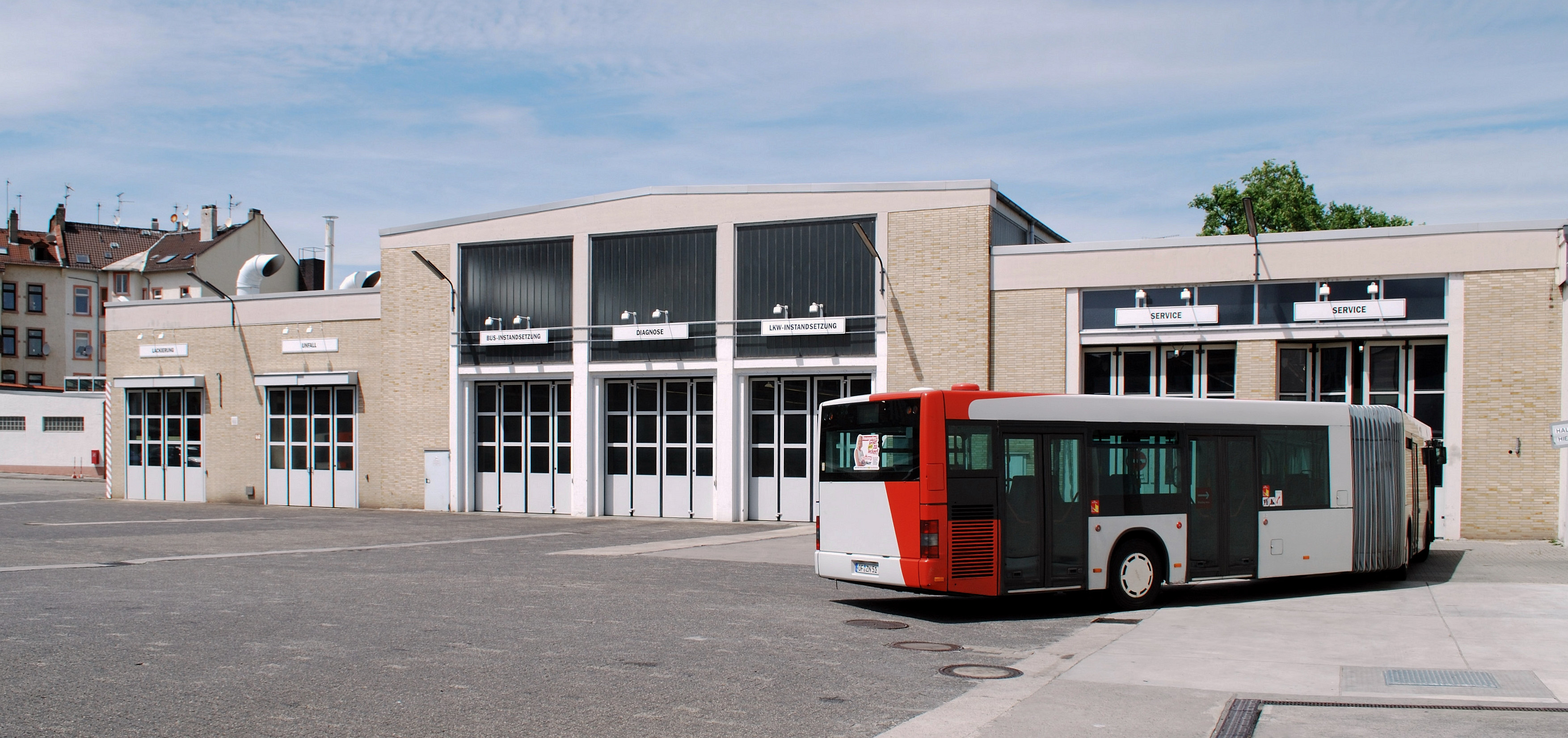
Offenbacher Verkehrsbetriebe

Einen zentralen Omnibusbahnhof gibt es in Offenbach am Main nicht. Umsteigepunkte sind die Bushaltestellen
Marktplatz
Offenbach-Ost
Hauptbahnhof

## Linien im Stadtbusverkehr
Die Stadtbus-Linien in Offenbach werden von den Offenbacher Verkehrs-Betrieben sowie von der Firma MainMobil Offenbach gefahren.
Der Grundtakt für alle Stadtbuslinien ist 15/30/30-Takt. Bis auf die Linien 103 und 120 fahren alle Linien in der Hauptverkehrszeit alle 15 Minuten, in der Neben- und Schwachverkehrszeit alle 30 Minuten. Die Linien 103 und 120 fahren jeweils im 30-Minuten-Takt und ergänzen sich auf dem gemeinsamen Linienweg zwischen August-Bebel-Ring/Stadtgrenze – Marktplatz – Offenbach-Ost – Neuer Friedhof zu einem 15-Minuten-Takt. Mit dem Fahrplanwechsel 2018/19 ergaben sich zudem einige Neuerungen, die den Takt in der HVZ auf stark nachgefragten Linien und Relationen verdichten. Es verkehren die Linien 101, 104 und 105 morgens und ab etwa 12 Uhr im 7/8-Minuten-Takt, des Weiteren ergänzen sich die Linien 102 und 104 im Bereich Nordend ebenfalls circa zu einem 7/8-Minuten-Takt.
Auf Grund dieser Angebotsausweitung sind einige der Schüler-Verstärkerwagen weggefallen. So existieren neben den regulären Linien noch die Verstärkerlinien V1, V5. V6, V7, V10 und V20, die mehr oder weniger den Wegen ihrer Stammlinien folgen.
Die regulären Stadtbuslinien sind im Einzelnen:

- ( Waldhof –)  Bieber – Tempelsee – Stadthalle –  Marktplatz – Bürgel – Schloßpark (– Biebernseeweg)
- Hauptbahnhof – Kaiserstraße – Rathaus –  Marktplatz – Mathildenplatz –  Offenbach-Ost – Stadion –  Bieber – Markwaldstraße –  Waldhof – Waldhof Industriegebiet
- Frankfurt Prüfling –  Frankfurt Bornheim Mitte –  Frankfurt Eissporthalle/Festplatz –  Kaiserlei Westseite – August-Bebel-Ring – Rathaus –  Marktplatz – Lindenfeld –  Offenbach-Ost – Eibenweg
- Kaiserlei Westseite – Nordring – Hafen – Theater/Messehallen – Rathaus –  Marktplatz – Hauptbahnhof – Klinikum Offenbach – Lauterborn – Eberhard-von-Rochow-Straße
- Rosenhöhe – Lauterborn – Ring-Center – Friedrichsring –  Marktplatz – Rathaus – Theater/Messehallen – Nordend –  Kaiserlei Westseite
- Seniorenzentrum – Buchhügelallee – Theodor-Heuss-Schule – Wetterpark – Obere Grenzstraße –  Offenbach-Ost – Hebestraße – Finanzamt –  Marktplatz – Hauptbahnhof – Klinikum Offenbach (Westseite) – Caritas/Buchrainweiher
- Kaiserlei Westseite – Buchrainweg – Lauterborn – Theodor-Heuss-Schule –  Offenbach-Ost – Bürgel – Ernst-Reuter-Schule (– Biebernseeweg)
- Kaiserlei Ostseite – August-Bebel-Ring –  – Rathaus – Marktplatz – Wilhelmsplatz – Friedrichsring –  Offenbach-Ost – Bürgel
- Marktplatz – Wilhelmsplatz –  Offenbach-Ost – Neuer Friedhof –  Mühlheim – Lämmerspiel – Hausen – Obertshausen Haus Jona

## Linien im Nachtbusverkehr
n65 Frankfurt Konstablerwache – Ffm/Hanauer Landstr. – Marktplatz
n72 Frankfurt Flughafen – Neu-Isenburg – Marktplatz

## Linien im Regional- und Schnellbusverkehr
X83 Schnellbus: Langen Bahnhof – Langen – Dreieich – Neu-Isenburg – Klinikum Offenbach – Hauptbahnhof – Marktplatz
OF-97 Marktplatz – Stadthalle – Heusenstamm – Heusenstamm Bahnhof – Heusenstamm-Rembrücken – Rodgau-Hainhausen – Hainhausen Bahnhof
41 Frankfurt-Seckbach – Frankfurt-Riederwald – Frankfurt-Fechenheim – Offenbach Theater/Messe – Rathaus – Marktplatz – Hauptbahnhof
551 Bad Vilbel – Frankfurt-Bergen-Enkheim – Hessen-Center – Mainkur Bahnhof – Frankfurt-Fechenheim – Offenbach Theater/Messe – Rathaus – Marktplatz – Klinikum Offenbach – Neu-Isenburg Gravenbruch

## Linien im Straßenbahnverkehr

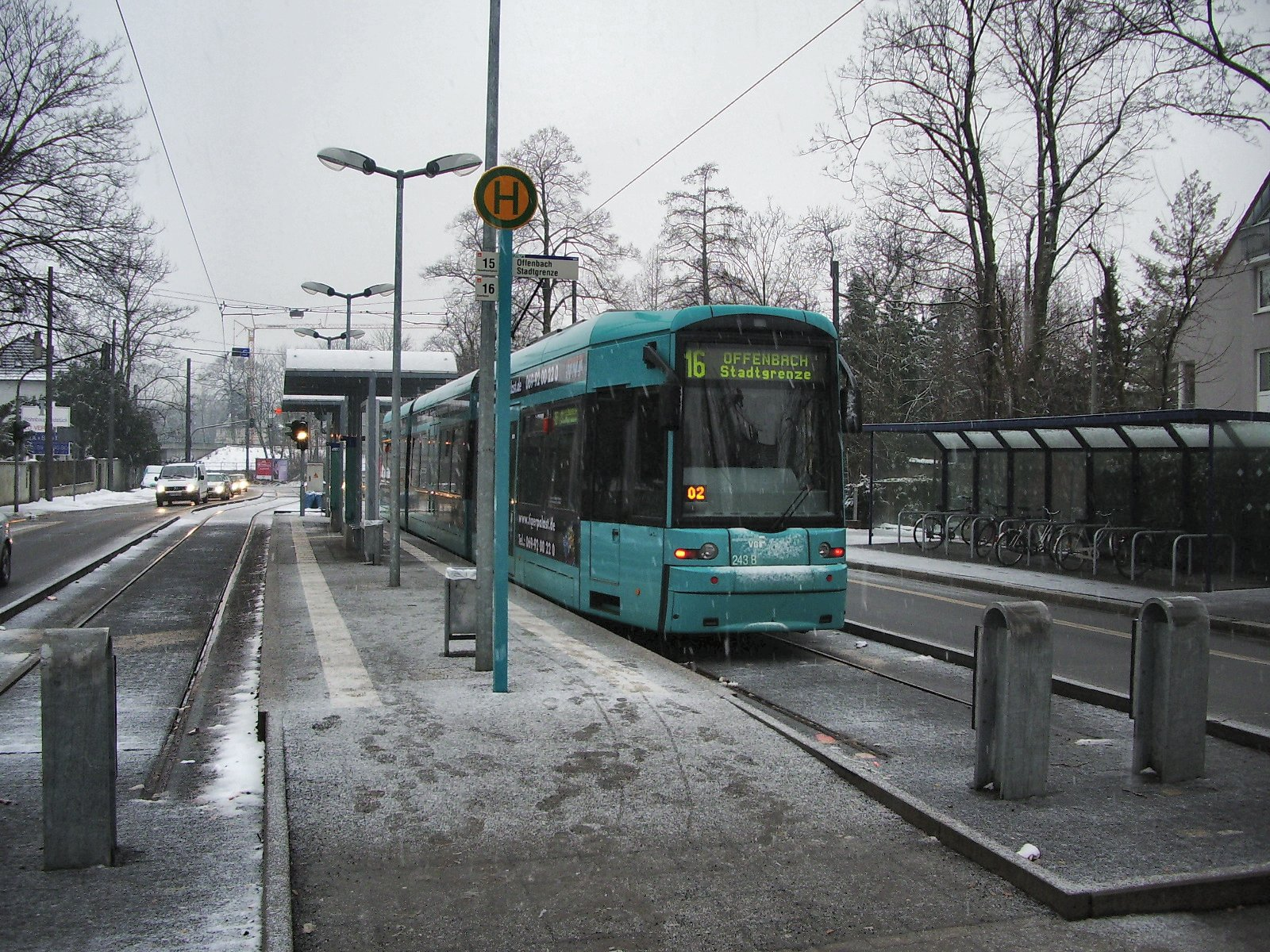
Die Linie 16 an der Stadtgrenze

Offenbach Stadtgrenze – Frankfurt-Oberrad – Frankfurt-Sachsenhausen – Frankfurt Südbahnhof – Frankfurt-Niederrad
 Offenbach Stadtgrenze – Frankfurt-Oberrad – Frankfurt-Sachsenhausen – Frankfurt Südbahnhof – Frankfurt (Main) Hauptbahnhof – Frankfurt-Messe – Frankfurt-Bockenheim – Frankfurt-Ginnheim-Mitte

## Linien im Fährverkehr
Mainfähre Rumpenheim: Offenbach-Rumpenheim – Bischofsheim (Maintal), (Fahrkarten des Rhein-Main-Verkehrsverbundes werden nicht anerkannt)

## NiO – Nahverkehr in Offenbach GmbH (NiO)

Logo Nahverkehr in Offenbach GmbH

Die NiO – Nahverkehr in Offenbach GmbH (NiO) ist eine 100%ige Tochtergesellschaft der Offenbacher Verkehrsbetriebe.
Sie fungiert gleichzeitig als ÖPNV-Aufgabenträger der Stadt Offenbach.